# 2007–2008-as angol labdarúgó-bajnokság (első osztály)
A 2007–08-as Premier League szezon megalakulása óta a tizenhatodik. 2007. augusztus 11-én indult a bajnokság, és 2008. május 11-éig tartott. A sorsolást 2007. június 14-én tartották. A Manchester United kilencedik Premier League győzelmét aratta 2007-ben, ebben a szezonban sikerült megvédeniük bajnoki címüket. A gólkirály Cristiano Ronaldo lett 31 góllal.
A Championship-ből a Birmingham City és a Sunderland csapata egyenes ágon jutott fel az első osztályba, míg a Derby County a rájátszásban a Southampton majd a Wembley Stadionban rendezett döntőben a a West Bromwich Albion legyőzése után lett élvonalbeli csapat.
2007. szeptember 29-én a Portsmouth csapata 7–4-re győzte le a Reading-et. Ez a Premier League történetének legtöbb gólt hozó mérkőzése. 2007. december 15-én a Wigan-Blackburn mérkőzésen (eredmény 5–3 a Wigan-nek) Roque Santa Cruz (Blackburn) és Marcus Bent (Wigan) is mesterhármast szerzett. Ez volt az első eset a Premier League-ben, hogy két játékos két különböző csapatból mesterhármast szerzett egy mérkőzésen.
2008. március 29-én a Derby County 2–2-es döntetlent ért el a Fulham, míg az akkor 17. Birmingham City 3–1-re győzte le a Manchester City-t. Így a Derby lett a Premier League történetének első csapata, akik már márciusban kiestek. A két további kieső a Reading és a Birmingham City lett.
A bajnoki cím sorsa az utolsó fordulóig kérdéses volt, mivel a Manchester United és a Chelsea azonos pontszámmal rendelkezett. 2008. május 11-én a Manchester United idegenben győzte le a Wigan-t 2–0-ra, míg a Chelsea 1–1-es döntetlent játszott csak hazai pályán a Bolton-nal, így a bajnoki arany tizedik alkalommal is a Vörös Ördögöké lett. Ugyanezen a napon a Middlesbrough 8–1-re győzte le a Manchester City-t, ami a szezon legnagyobb győzelmének számít.

## Táblázat
Utolsó frissítés 2008. május 11. 
# = Helyezés; M = Játszott Meccsek száma; Gy = Győzelem; D = Döntetlen; V = Vereség; Lg = Lőtt gólok; Kg = Kapott gólok; Gk = Gólkülönbség; Pont = Pontok
Rendezési elv: 1. Pontszám; 2. Gólkülönbség; 3. Lőtt gólok száma
(B)- bajnok

## Kereszttáblázat
|     | ARS | AST | BIR | BLA | BOL | CHE | DER | EVE | FUL | LIV | MNC | MNU | MID | NEW | POR | REA | SUN | TOT | WHU | WIG |
| --- | --- | --- | --- | --- | --- | --- | --- | --- | --- | --- | --- | --- | --- | --- | --- | --- | --- | --- | --- | --- |
| ARS | X   | 1-1 | 1-1 | 2-0 | 2-0 | 1-0 | 5-0 | 1-0 | 2-1 | 1-1 | 1-0 | 2-2 | 1-1 | 3-0 | 3-1 | 2-0 | 3-2 | 2-1 | 2-0 | 2-0 |
| AST | 2-2 | X   | 5-1 | 1-1 | 4-0 | 2-0 | 2-0 | 2-0 | 2-1 | 1-2 | 1-1 | 1-4 | 1-1 | 4-1 | 1-3 | 3-1 | 0-1 | 2-1 | 1-0 | 0-2 |
| BIR | 2-2 | 1-2 | X   | 4-1 | 1-0 | 0-1 | 1-1 | 1-1 | 1-1 | 2-2 | 3-1 | 0-1 | 3-0 | 1-1 | 0-2 | 1-1 | 2-2 | 4-1 | 0-1 | 3-2 |
| BLA | 1-1 | 0-4 | 2-1 | X   | 4-1 | 0-1 | 3-1 | 0-0 | 1-1 | 0-0 | 1-0 | 1-1 | 1-1 | 3-1 | 0-1 | 4-2 | 1-0 | 1-1 | 0-1 | 3-1 |
| BOL | 2-3 | 1-1 | 3-0 | 1-2 | X   | 0-1 | 1-0 | 1-2 | 0-0 | 1-3 | 0-0 | 1-0 | 0-0 | 1-3 | 0-1 | 3-0 | 2-0 | 1-1 | 1-0 | 4-1 |
| CHE | 2-1 | 4-4 | 3-2 | 0-0 | 1-1 | X   | 6-1 | 1-1 | 0-0 | 0-0 | 6-0 | 2-1 | 1-0 | 2-1 | 1-0 | 1-0 | 2-0 | 2-0 | 1-0 | 1-1 |
| DER | 2-6 | 0-6 | 1-2 | 1-2 | 1-1 | 0-2 | X   | 0-2 | 2-2 | 1-2 | 1-1 | 0-1 | 0-1 | 1-0 | 2-2 | 0-4 | 0-0 | 0-3 | 0-5 | 0-1 |
| EVE | 1-4 | 2-2 | 3-1 | 1-1 | 2-0 | 0-1 | 1-0 | X   | 3-0 | 1-2 | 1-0 | 0-1 | 2-0 | 3-1 | 3-1 | 1-0 | 7-1 | 0-0 | 1-1 | 2-1 |
| FUL | 0-3 | 2-1 | 2-0 | 2-2 | 2-1 | 1-2 | 0-0 | 1-0 | X   | 0-2 | 3-3 | 0-3 | 1-2 | 0-1 | 0-2 | 3-1 | 1-3 | 3-3 | 0-1 | 1-1 |
| LIV | 1-1 | 2-2 | 0-0 | 3-1 | 4-0 | 1-1 | 6-0 | 1-0 | 2-0 | X   | 1-0 | 0-1 | 3-2 | 3-0 | 4-1 | 2-1 | 3-0 | 2-2 | 4-0 | 1-1 |
| MNC | 1-3 | 1-0 | 1-0 | 2-2 | 4-2 | 0-2 | 1-0 | 0-2 | 2-3 | 0-0 | X   | 1-0 | 3-1 | 3-1 | 3-1 | 2-1 | 1-0 | 2-1 | 1-1 | 0-0 |
| MNU | 2-1 | 4-0 | 1-0 | 2-0 | 2-0 | 2-0 | 4-1 | 2-1 | 2-0 | 3-0 | 1-2 | X   | 4-1 | 6-0 | 2-0 | 0-0 | 1-0 | 1-0 | 4-1 | 4-0 |
| MID | 2-1 | 0-3 | 2-0 | 1-2 | 0-1 | 0-2 | 1-0 | 0-2 | 1-0 | 1-1 | 8-1 | 2-2 | X   | 2-2 | 2-0 | 0-1 | 2-2 | 1-1 | 1-2 | 1-0 |
| NEW | 1-1 | 0-0 | 2-1 | 0-1 | 0-0 | 0-2 | 2-2 | 3-2 | 2-0 | 0-3 | 0-2 | 1-5 | 1-1 | X   | 1-4 | 3-0 | 2-0 | 3-1 | 3-1 | 1-0 |
| POR | 0-0 | 2-0 | 4-2 | 0-1 | 3-1 | 1-1 | 3-1 | 0-0 | 0-1 | 0-0 | 0-0 | 1-1 | 0-1 | 0-0 | X   | 7-4 | 1-0 | 0-1 | 0-0 | 2-0 |
| REA | 1-3 | 1-2 | 2-1 | 0-0 | 0-2 | 1-2 | 1-0 | 1-0 | 0-2 | 3-1 | 2-0 | 0-2 | 1-1 | 2-1 | 0-2 | X   | 2-1 | 0-1 | 0-3 | 2-1 |
| SUN | 0-1 | 1-1 | 2-0 | 1-2 | 3-1 | 0-1 | 1-0 | 0-1 | 1-1 | 0-2 | 1-2 | 0-4 | 3-2 | 1-1 | 2-0 | 2-1 | X   | 1-0 | 2-1 | 2-0 |
| TOT | 1-3 | 4-4 | 2-3 | 1-2 | 1-1 | 4-4 | 4-0 | 1-3 | 5-1 | 0-2 | 2-1 | 1-1 | 1-1 | 1-4 | 2-0 | 6-4 | 2-0 | X   | 4-0 | 4-0 |
| WHU | 0-1 | 2-2 | 1-1 | 2-1 | 1-1 | 0-4 | 2-1 | 0-2 | 2-1 | 1-0 | 0-2 | 2-1 | 3-0 | 2-2 | 0-1 | 1-1 | 3-1 | 1-1 | X   | 1-1 |
| WIG | 0-0 | 1-2 | 2-0 | 5-3 | 1-0 | 0-2 | 2-0 | 1-2 | 1-1 | 0-1 | 1-1 | 0-2 | 1-0 | 1-0 | 0-2 | 0-0 | 3-0 | 1-1 | 1-0 | X   |

Utolsó frissítés: 2008. május 5.
Magyarázat: A hazai csapat a bal oszlopban, a vendég csapat a felső sorban van.

## Statisztikák

### Gólok
| A szezon első gólja:                                 | Michael Chopra (Sunderland) a Tottenham Hotspur ellen (2007. augusztus 11.) |
| Leggyorsabb gól egy meccsen (28 másodperc):          | Geovanni (Manchester City) a Wigan Athletic ellen (2007. december 1.) |
| A mérkőzés legutolsó pillanataiban lőtt gól (90+6'): | Andy Reid (Sunderland) a West Ham United ellen (2008. március 29.) |
| Legnagyobb arányú győzelem:                          | Middlesbrough 8–1 Manchester City (2008. május 11.) |
| Legtöbb gól egy meccsen (11):                        | Portsmouth 7-4 Reading (2007. szeptember 29.) |
| A szezon első mesterhármasa:                         | Emmanuel Adebayor (Arsenal) a Derby County ellen (2007. szeptember 22.) |
| A szezon első öngólja:                               | Martin Laursen (Aston Villa) a Liverpool ellen (2007. augusztus 11.) |
| Legtöbb gólt szerző játékos egy meccsen (4 gól):     | Dimitar Berbatov (Tottenham Hotspur) a Reading ellen (2007. december 29.) Frank Lampard (Chelsea) a Derby County ellen (2008. március 12.) |
| Legtöbb mesterhármas:                                | Benjani (Portsmouth, jelenleg Manchester City) Portsmouth 7–4 Reading (2007. szeptember 29.) Portsmouth 3–1 Derby County (2008. január 19.) Fernando Torres (Liverpool) Liverpool 3-2 Middlesbrough (2008. február 23.) Liverpool 4-0 West Ham United (2008. március 5.) |
| Legtöbb gólt szerző csapat egy meccsen:              | Middlesbrough 8–1 Manchester City (2008. május 11.) |
| Legtöbb gól egy félidő alatt (6 gól):                | Manchester United a Newcastle United ellen (2008. január 12.) Middlesbrough a Manchester City ellen (2008. május 11.) |
| Legtöbb gólt szerző vesztes csapat:                  | Portsmouth 7–4 Reading (2007. szeptember 29.) Tottenham Hotspur 6–4 Reading (2007. december 29.) |

### Lapok
| Első sárgalap: | Didier Zokora (Tottenham Hotspur) a Sunderland ellen (2007. augusztus 11.) |
| Első piroslap: | Dave Kitson (Reading) a Manchester United ellen (2007. augusztus 12.)      |

## Góllövőlista
A 2007-2008-as idény góllövőlistája
| Név               | Gólok | Csapat                       |
| ----------------- | ----- | ---------------------------- |
| Cristiano Ronaldo | 31    | Manchester United            |
| Emmanuel Adebayor | 24    | Arsenal                      |
| Fernando Torres   | 24    | Liverpool                    |
| Roque Santa Cruz  | 19    | Blackburn Rovers             |
| Benjani Mwaruwari | 15    | Portsmouth / Manchester City |
| Dimitar Berbatov  | 15    | Tottenham Hotspur            |
| Robbie Keane      | 15    | Tottenham Hotspur            |
| Yakubu            | 15    | Everton                      |
| Carlos Tévez      | 14    | Manchester United            |
| John Carew        | 13    | Aston Villa                  |

### Gólok egy perc alatt
| Góllövő        | Idő   | Csapat          | Ellenfél       |
| -------------- | ----- | --------------- | -------------- |
| Geovanni       | 00:28 | Manchester City | Wigan Athletic |
| Cameron Jerome | 00:32 | Birmingham City | Derby County   |
| Yakubu         | 00:47 | Everton         | Portsmouth     |
| David Healy    | 00:52 | Fulham          | Arsenal        |

## Díjak
| Hónap            | A hónap menedzsere             | A hónap játékosa                 |
| ---------------- | ------------------------------ | -------------------------------- |
| 2007. augusztus  | Sven-Göran Eriksson (Man.City) | Micah Richards (Man.City)        |
| 2007. szeptember | Arsène Wenger (Arsenal)        | Cesc Fàbregas (Arsenal)          |
| 2007. október    | Mark Hughes (Blackburn)        | Wayne Rooney (Man. United)       |
| 2007. november   | Martin O’Neill (Aston Villa)   | Gabriel Agbonlahor (Aston Villa) |
| 2007. december   | Arsène Wenger (Arsenal)        | Roque Santa Cruz (Blackburn)     |
| 2008. január     | Alex Ferguson (Man. United)    | Cristiano Ronaldo (Man. United)  |
| 2008. február    | David Moyes (Everton)          | Fernando Torres (Liverpool)      |
| 2008. március    | Alex Ferguson (Man. United)    | Cristiano Ronaldo (Man. United)  |
| 2008. április    | Ávrám Grant (Chelsea)          | Ashley Young (Aston Villa)       |

### PFA Az év játékosa
A PFA Az év játékosa díjat ebben az évben ismét Cristiano Ronaldo nyerte.
A jelöltek listája betűrendben:
- Emmanuel Adebayor (Arsenal)
- Cesc Fàbregas (Arsenal)
- Steven Gerrard (Liverpool)
- David James (Portsmouth)
- Cristiano Ronaldo (Manchester United)
- Fernando Torres (Liverpool)

### PFA Az év fiatal játékosa
A PFA Az év fiatal játékosa díjat ebben az évben az Arsenalos Cesc Fàbregas nyerte.
A jelöltek listája:
- Gabriel Agbonlahor (Aston Villa)
- Cesc Fàbregas (Arsenal)
- Micah Richards (Man City)
- Cristiano Ronaldo (Manchester United)
- Fernando Torres (Liverpool)
- Ashley Young (Aston Villa)

### PFA Az év csapata
Kapus: David James (Portsmouth)
Védők: Bacary Sagna, Gaël Clichy (mindketten Arsenal), Rio Ferdinand, Nemanja Vidić (mindketten Manchester United)

Középpályások: Steven Gerrard (Liverpool), Cristiano Ronaldo (Manchester United), Cesc Fàbregas (Arsenal), Ashley Young (Aston Villa)

Csatárok: Emmanuel Adebayor (Arsenal), Fernando Torres (Liverpool)

### FWA Az év játékosa
A díjat ebben az évben is Cristiano Ronaldo nyerte. A második helyezett a Liverpool csatára, Fernando Torres, míg a harmadik a Portsmouth kapusa, David James lett.

## Szerelések, 2007-2008
| Csapat            | Mezszállító               | Mezszponzor                 | Megjegyzés |
| ----------------- | ------------------------- | --------------------------- | --- |
| Arsenal           | Nike                      | Emirates                    | Új, krémszínű idegenbeli mez Herbert Chapman, korábbi edző tiszteletére. |
| Aston Villa       | Nike                      | 32Red                       | A Hummel helyett a Nike szállítja a szerelést. |
| Birmingham City   | Umbro                     | F&C Investments             | A Lonsdale helyett az Umbro szállítja a szerelést. F&C Investments lett a flybe helyett a mezszponzor.                                                                              |
| Blackburn Rovers  | Umbro                     | Bet 24                      | Umbro Lonsdale helyet. Kisebb változás a hazai mezen. Új, piros-fekete idegenbeli mez.                                                                                              |
| Bolton Wanderers  | Reebok                    | Reebok                      | Új hazai szerelés. |
| Chelsea           | adidas                    | Samsung                     | Új idegenbeli mez. |
| Derby County      | adidas                    | Derbyshire Building Society | A Joma helyett az adidas szállítja az új hazai és idegenbeli mezeket. |
| Everton           | Umbro                     | Chang Beer                  | Új dizájn a hazai és idegenbeli mezeken. |
| Fulham            | TBC                       | LG                          | Nike úgy hírlik felváltja az Airness-t a mezszállításban. Az LG lett a mezszponzor a Pipex helyett. Új hazai mez.                                                                   |
| Liverpool         | adidas                    | Carlsberg                   | Új idegenbeli mez (fehér piros csíkkal az oldalon), illetve az utolsó hazai mérkőzésen (a Manchester City ellen) új hazai mez (fehér nyaki rész, illetve néhány helyen fehér csík). |
| Manchester City   | le coq sportif            | Thomas Cook                 | A Reebok helyett egy francia cég szállítja a mezeket. Új indigókék idegenbeli mez.                                                                                                  |
| Manchester United | Nike                      | AIG                         | Az új mez bemutatása 2007. július 4-én volt. |
| Middlesbrough     | Errea                     | TBD                         | Az új szponzort 2007. július 7-én mutatták be (a 888.com helyett). |
| Newcastle United  | adidas                    | Northern Rock               | Új hazai mez fekete hátsó résszel. Új idegenbeli mez. |
| Portsmouth        | Canterbury of New Zealand | Oki                         | A Jako helyett a rögbi mez gyártó Canterbury látja el felszereléssel a csapatot. |
| Reading           | Puma                      | Kyocera                     | Új "gyűrűs" idegenbeli mez. |
| Sunderland        | Umbro                     | boylesports.com             | A Lonsdale helyett az Umbro szállítja a szerelést. A Reg Vardy kiszállt a szponzorálásból. Az idegenbeli mez kék helyett tiszta fehér.                                              |
| Tottenham Hotspur | Puma                      | Mansion Casino              | Fennállásának 125-ik évét ünnepli; a hazai mez tiszta fehér. Félig fehér, félig kék csíkos mez az évforduló alkalmából.                                                             |
| West Ham United   | Umbro                     | XL Airways                  | Reebok a mezszponzor az Umbro helyett; A JobServe már nem szponzorálja. Új hazai, idegenbeli és kapusmez.                                                                           |
| Wigan Athletic    | Umbro                     | JJB Sports                  | Új szerelés hazaiban és idegenben is. A JJB helyett az Umbro szállítja; a JJB szponzor marad.                                                                                       |

## Stadion
| Csapat            | Stadion                    | Befogadóképesség |
| ----------------- | -------------------------- | ---------------- |
| Manchester United | Old Trafford               | 76,212           |
| Arsenal           | Emirates Stadion           | 60,432           |
| Newcastle United  | St James’ Park             | 52,387           |
| Sunderland        | Stadium of Light           | 48,707           |
| Manchester City   | City of Manchester Stadium | 47,726           |
| Liverpool         | Anfield Stadion            | 45,522           |
| Aston Villa       | Villa Park                 | 42,573           |
| Chelsea           | Stamford Bridge            | 42,055           |
| Everton           | Goodison Park              | 40,569           |
| Tottenham Hotspur | White Hart Lane            | 36,240           |
| West Ham United   | Boleyn Ground              | 35,647           |
| Middlesbrough     | Riverside Stadion          | 35,049           |
| Derby County      | Pride Park                 | 33,597           |
| Blackburn Rovers  | Ewood Park                 | 31,367           |
| Birmingham City   | St Andrews Stadion         | 30,009           |
| Bolton Wanderers  | Reebok Stadion             | 28,723           |
| Wigan Athletic    | JJB Stadion                | 25,138           |
| Fulham            | Craven Cottage             | 24,600           |
| Reading           | Madejski Stadion           | 24,161           |
| Portsmouth        | Fratton Park               | 20,288           |

## Edzőváltások
| Csapat            | Távozott menedzser | A távozás módja                                   | A távozás ideje      | Érkezett menedzser  | A kinevezés ideje    |
| ----------------- | ------------------ | ------------------------------------------------- | -------------------- | ------------------- | -------------------- |
| Manchester City   | Stuart Pearce      | Elbocsátották                                     | 2007. május 14.      | Sven-Göran Eriksson | 2007. július 6.      |
| Chelsea           | José Mourinho      | Közös megegyezés után                             | 2007. szeptember 20. | Ávrám Grant         | 2007. szeptember 20. |
| Bolton Wanderers  | Sammy Lee          | Közös megegyezés után                             | 2007. október 17.    | Gary Megson         | 2007. október 25.    |
| Tottenham Hotspur | Martin Jol         | Elbocsátották                                     | 2007. október 25.    | Juande Ramos        | 2007. október 27.    |
| Wigan Athletic    | Chris Hutchings    | Elbocsátották                                     | 2007. november 5.    | Steve Bruce         | 2007. november 26.   |
| Birmingham City   | Steve Bruce        | A Wigan Athletic menedzsere lett 3 millió fontért | 2007. november 19.   | Alex McLeish        | 2007. november 28.   |
| Derby County      | Billy Davies       | Közös megegyezés után                             | 2007. november 26.   | Paul Jewell         | 2007. november 28.   |
| Fulham            | Lawrie Sanchez     | Elbocsátották                                     | 2007. december 21.   | Roy Hodgson         | 2007. december 30.   |
| Newcastle United  | Sam Allardyce      | Közös megegyezés után                             | 2008. január 9.      | Kevin Keegan        | 2008. január 16.     |

## Feljutó csapatok
Az alábbi csapatok jutottak fel a bajnokságba az előző szezon végén:
- Sunderland (a Championship győztesei)
- Birmingham City (a Championship ezüstérmesei)
- Derby County (play-off győztesek)

## Kieső csapatok
Az alábbi csapatok estek ki az élvonalból az előző szezon végén:
- Sheffield United
- Charlton Athletic
- Watford

Az alábbi csapatok estek ki az élvonalból a szezon végén:
- Derby County
- Reading
- Birmingham City

## Játékvezetők
| - Martin Atkinson - Steve Bennett - Mark Clattenburg - Mike Dean - Phil Dowd - Chris Foy - Mark Halsey - Andre Marriner - Lee Mason |  | - Lee Probert - Michael Riley - Keith Stroud - Rob Styles - Steve Tanner - Peter Walton - Howard Webb - Alan Wiley |